# Celeus ochraceus
El carpintero ocráceo (Celeus ochraceus) es una especie de ave piciforme de la familia Picidae, perteneciente al género Celeus. Habita en zonas selváticas del nordeste de Sudamérica.

## Distribución
Este taxón es endémico de las selvas y bosques del norte y nordeste del Brasil, donde se distribuye de norte a sur en los estados de: Pará, Maranhão, Paraíba, Ceará, Piauí, Río Grande del Norte, Pernambuco, Alagoas, Sergipe, Minas Gerais, Bahía y Espírito Santo. 

## Taxonomía
Este taxón fue descrito originalmente en el año 1824 por el médico, zoólogo y explorador alemán Johann Baptist von Spix.
Durante décadas fue tratado como formando una subespecie de la especie C. flavescens, es decir, Celeus flavescens ochraceus. Para mediados del año 2014 se lo considera una especie plena, bajo un concepto más amplio que el de la especie biológica, tal como es el de especie filogenética.

## Estado de conservación
En la Lista Roja elaborada por la Unión Internacional para la Conservación de la Naturaleza (UICN) este taxón es categorizado como “bajo preocupación menor”.